# Amanda Gutiérrez Domínguez
Amanda Gutiérrez Domínguez (L'Hospitalet de Llobregat, 10 de juny de 1991) és una advocada i dirigent esportiva catalana, cofundadora i presidenta de l'Associació de Futbolistes Professionals (Futpro).
Durant la seva joventut, practicà diversos esports com l'equitació, squash, judo, taekwondo, però especialment el futbol a nivell amateur. Graduada en Dret per la Universitat Oberta de Catalunya, s'especialitzà en dret esportiu. Ha treballat en diversos bufet d'advocats i, posteriorment, creà el seu propi bufet centrat en l'assesorament legal i laboral per a esportistes. Juntament amb les futbolistes, Patri Guijarro i Andrea Pereira, cofundà el sindicat Futpro el novembre de 2021. L'assocació rebé el suport de diverses futbolistes de la Lliga espanyola, entre d'altres, Alexia Putellas, Sandra Paños, Irene Paredes, Garazi Murua, i guanyà les primeres eleccions sindicals del futbol femení estatal. L'entitat ha format part de les negociacions amb la Reial Federació Espanyola de Futbol i amb el Consell Superior d'Esports del conveni salarial de les futbolistes i també es posicionà a favor de Jenni Hermoso en el cas Rubiales.
Entre d'altres reconeixements, ha sigut escollida Persona de l'any 2021 per l'Sport Law Institute i ha rebut el Premi Dona i Esport (2023), en la categoria de dirigent esportiva.